# Schistogonia bidentata
Schistogonia bidentata är en insektsart som beskrevs av Schmidt 1920. Schistogonia bidentata ingår i släktet Schistogonia och familjen spottstritar. Inga underarter finns listade i Catalogue of Life.